# Rue Pierre-Mauroy (Lille)
Pour les articles homonymes, voir Rue Pierre-Mauroy.
La rue Pierre-Mauroy est une rue de Lille.

## Situation et accès
Orientée nord-sud la rue Pierre-Mauroy, située dans le quartier de Lille-Centre, part de la place du Théâtre, à la jonction de la rue des Manneliers et de la rue Faidherbe, se poursuit en ligne droite jusqu'à la rue du Molinel, puis s'infléchit au sud vers la place Simon-Vollant où se tient la porte de Paris.
En partant de la place du Théâtre, la rue Pierre-Mauroy est rejoint par la rue Saint-Nicolas à droite, puis la rue des Ponts-de-Comines à gauche, ensuite à la droite par la rue du Sec-Arembault et par la gauche par le parvis Saint-Maurice, où se situe l'église Saint-Maurice. La rue est ensuite traversée successivement par les rues du Molinel, Gustave-Delory, puis par l'avenue du Président-John-Fitzgerald-Kennedy. Après l'hospice Gantois, la rue est rejointe, à son côté droit, par la rue Malpart. Au bout de la rue se tient la place Simon-Vollant.

## Origine du nom
Elle rend hommage à Pierre Mauroy, maire de Lille de 1973 à 2001 et Premier ministre de 1981 à 1984.

## Historique

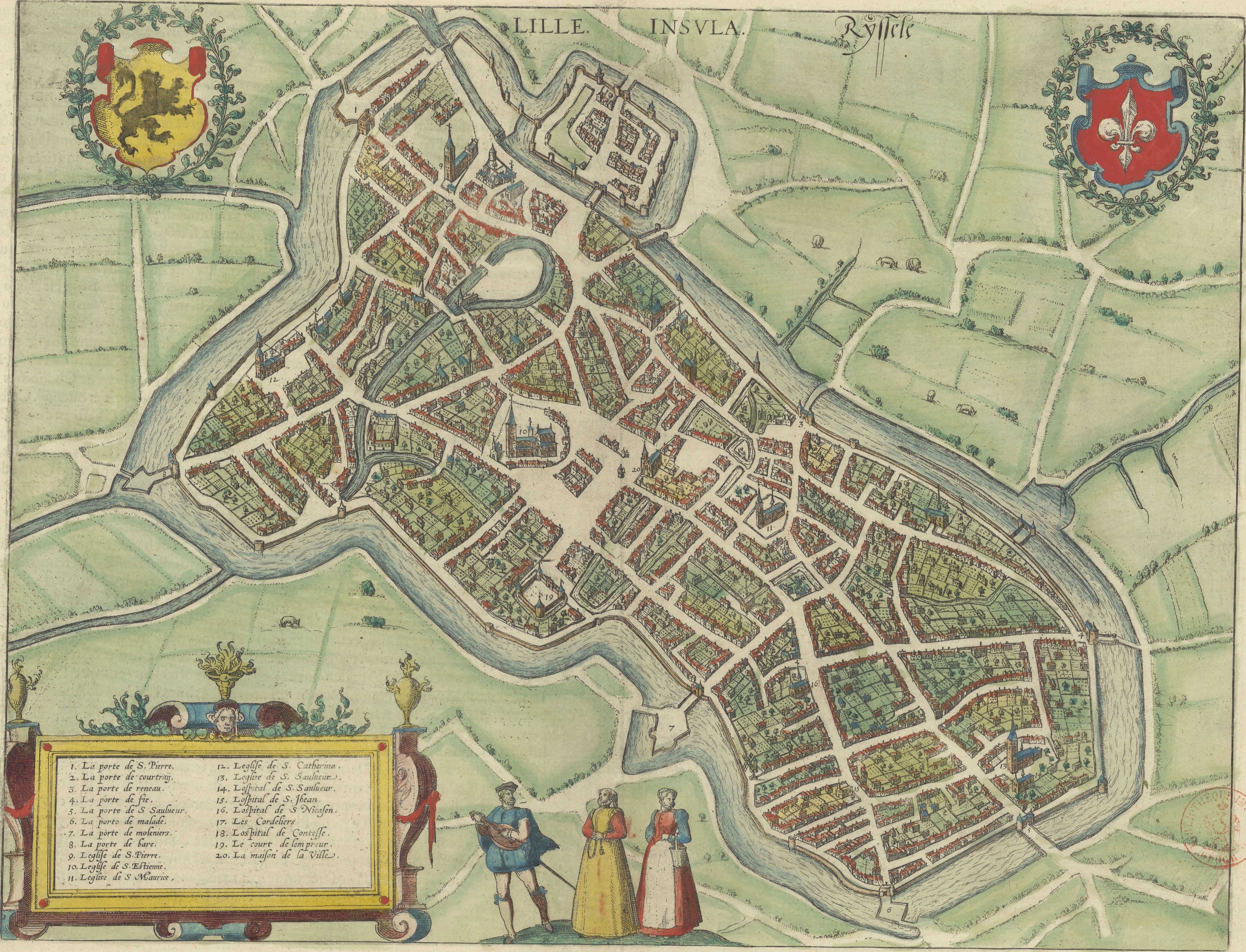
La première carte de Lille est celle de Deventer en 1560 ou de Guichardain en 1580. La rue de Paris part de la grand-place au centre du plan vers la porte la plus en bas.

La rue Pierre-Mauroy est une des voies primitives de Lille qui emprunte le tracé de l'ancienne route de France, déjà mentionnée au XIe siècle. Au XIIIe siècle, la rue joignait la Grand'Place au faubourg des malades et portait le nom de rue des Malades. Jusqu'en 1858, c'est l'axe principal qui permet de rejoindre le centre à la commune de Moulins-Lille. Elle est alors un haut lieu du commerce du lin, des toiles et des sarraus. Elle relie le cœur historique de Lille aux villes de Douai, Arras et Paris.
Sa première dénomination est la « rue de la Cordwannerie ». Ce nom sera conservé jusqu'à la construction d'une léproserie, nommée la Bonne Maison des Ladres Bourgeois, qui se dressait près de la porte des Malades. Elle devient alors la « rue des Malades ». À partir de la révolution, la rue, comme la porte à laquelle elle aboutit, prend le nom de « rue de Paris ». 
Sur sa plus grande partie, la rue a été élargie dans l’entre-deux-guerres dans le quartier Saint-Maurice, dans les années 1960 dans le quartier Saint-Sauveur.
Les immeubles des numéros impairs de la place du Théâtre à la rue du Molinel détruits par les bombardements de la première guerre mondiale ont été reconstruits au cours des années 1920 en recul par rapport à l'alignement antérieur, particulièrement au sud du parvis St-Maurice, la rue ayant été élargie sur ce tronçon de 7 à 16 mètres.
Par exception, la rue a conservé son gabarit originel sur une cinquantaine de mètres entre la rue du Molinel et la rue Gustave-Delory, les immeubles anciens ayant été préservés des deux côtés.
Au-delà, la rue Pierre-Mauroy parcourt le quartier Saint-Sauveur reconstruit vers 1960, longeant cependant un des quelques îlots préservés de cette opération d’urbanisme (numéros 145 à 181), comprenant des maisons des XVIIe siècle et XVIIIe siècle ainsi que l’hôtel de Marchiennes.
Depuis le 1er décembre 2017, la « rue de Paris » est rebaptisée « rue Pierre-Mauroy ». 
Dans la matinée du 12 novembre 2022, les bâtiments aux 42 et 44 de la rue s'effondrent. Pendant la nuit, après l'alerte d'un étudiant rentrant chez lui, l'immeuble au 44 avait été évacué. Le corps sans vie d'une personne qui logeait au n°42 est néanmoins retrouvé dans la nuit.

## Bâtiments remarquables et lieux de mémoire

### Édifices
L'église Saint-Maurice fait partie des 934 premiers édifices protégés par les monuments historiques en 1840.
L'hospice Gantois est classé par arrêté du 8 août 1923, puis les immeubles aux nos 228, 230 et 232 entourant l'hospice et les façades et toitures sont classés par arrêté du 31 août 1967. La bâtisse a été transformée en hôtel haut de gamme de soixante-sept chambres et est classé cinq étoiles.
L'hôtel Carlton Lille se situe au no 3 de la rue. L'hôtel classé quatre étoiles compte cinquante-neuf chambres.

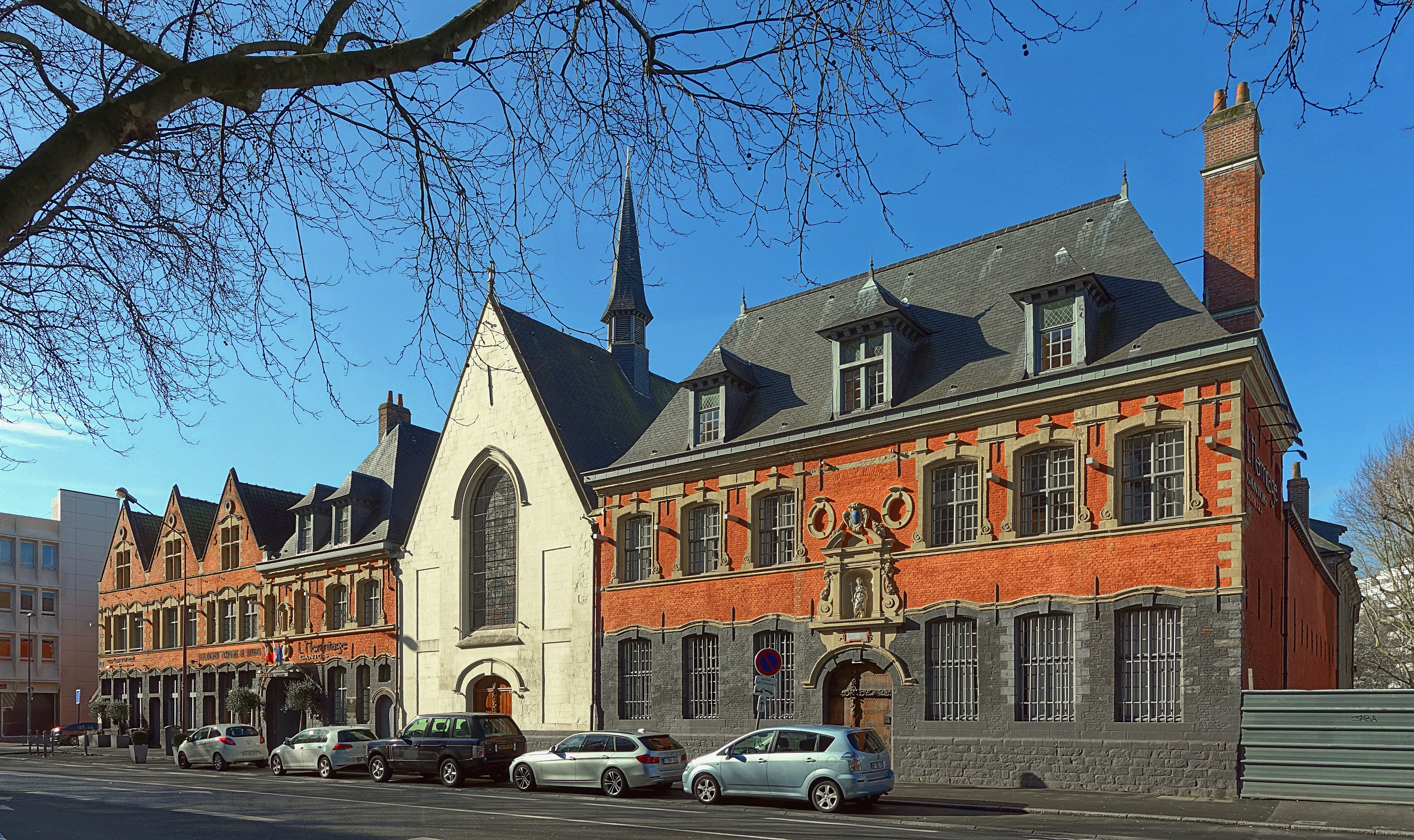
l'Hermitage Gantois.
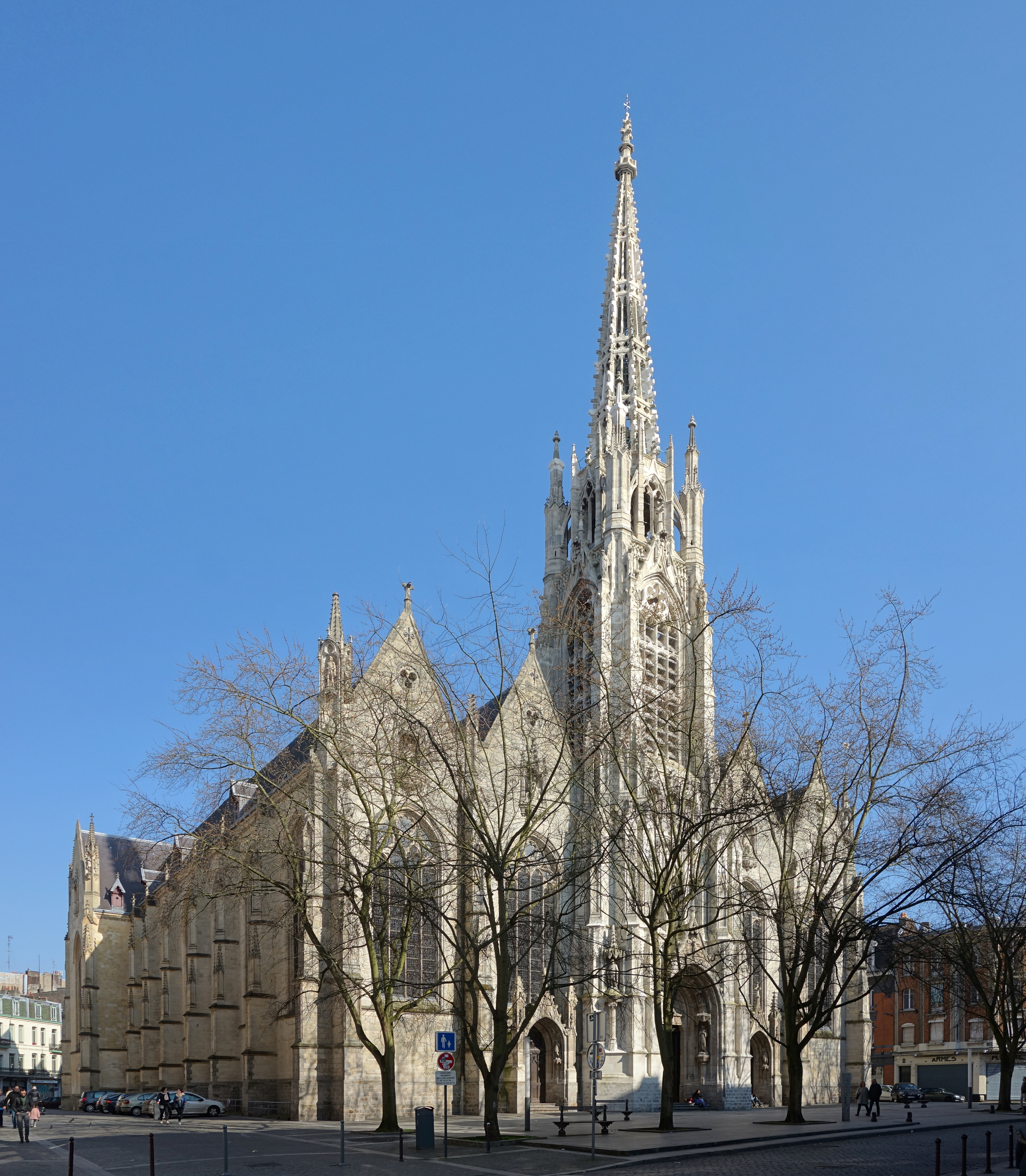
L'église Saint-Maurice.

### Maisons, immeubles et hôtels
Deux maisons font partie des monuments historiques de Lille. Celle au no 34 est inscrite aux monuments historiques depuis le 15 mars 1988. Celle au no 36, qui est également au no 33 rue Saint-Nicolas a sa toiture et son élévation inscrites aux monuments historiques depuis le 12 février 1927.
Quatre lots d'immeubles ont leur toiture et leur élévation inscrites aux monuments historiques de Lille. Toitures et élévations des nos 72 et 74 le sont depuis le 4 octobre 1944. Celles des nos 100, 102, 104, 106, 108 et 108 bis, des nos 112, 114 et 116 et des no 120 et 122 le sont depuis le 14 mars 1944.
L'immeuble du no 146 est l'ancien hôtel du Cygne, mentionné en 1675 par Pierre-Ignace Chavatte dans sa chronique, qui était une auberge en 1820. L'hôtel du Cygne comprenait une cour allongée avec une entrée secondaire par une maison de la rue du Molinel disparue lors de la reconstruction de cette rue en 1924.
L'Hôtel de Marchiennes, au 191, est également classé par arrêté du 3 novembre 1958.

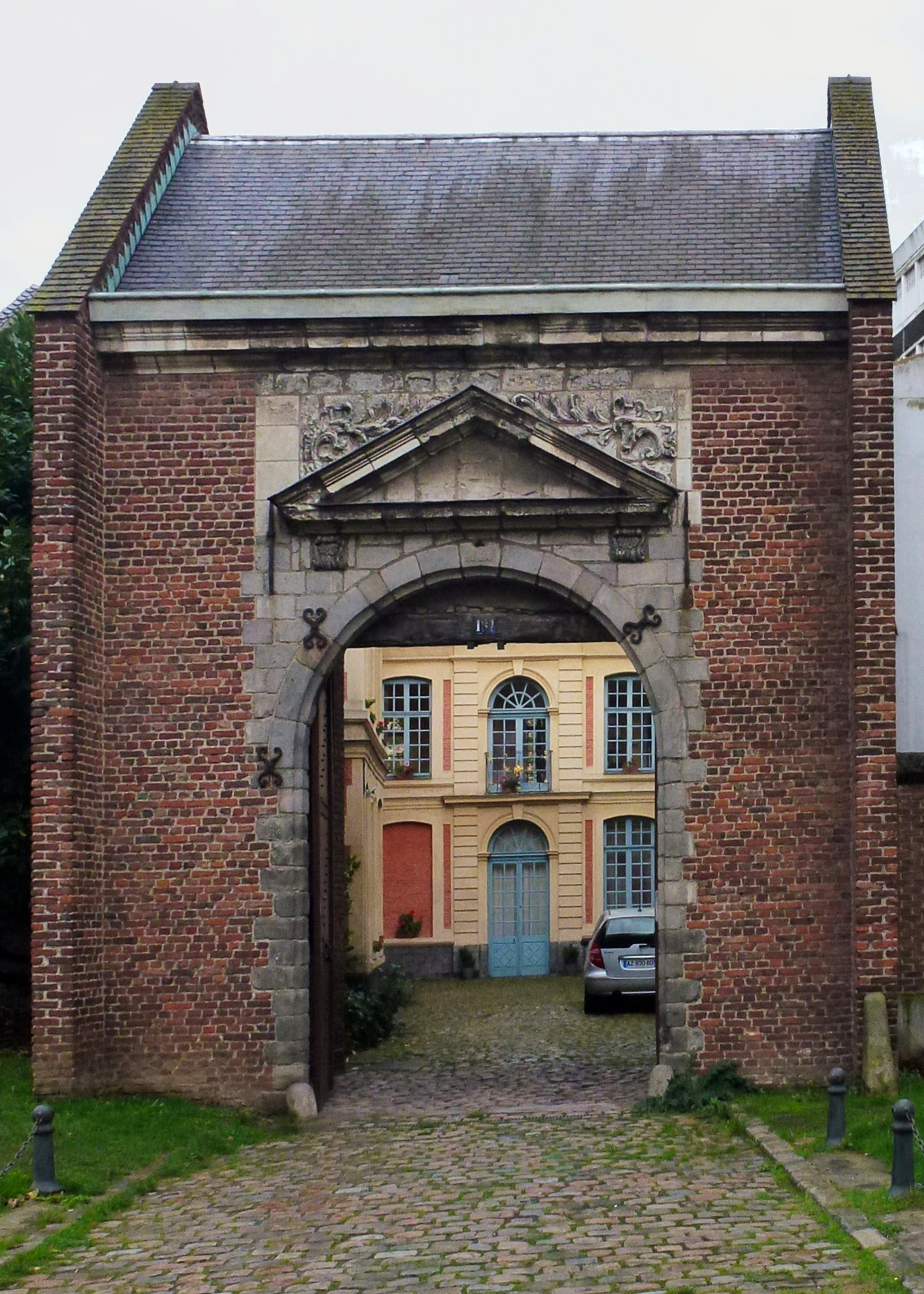
Hôtel de Marchiennes.
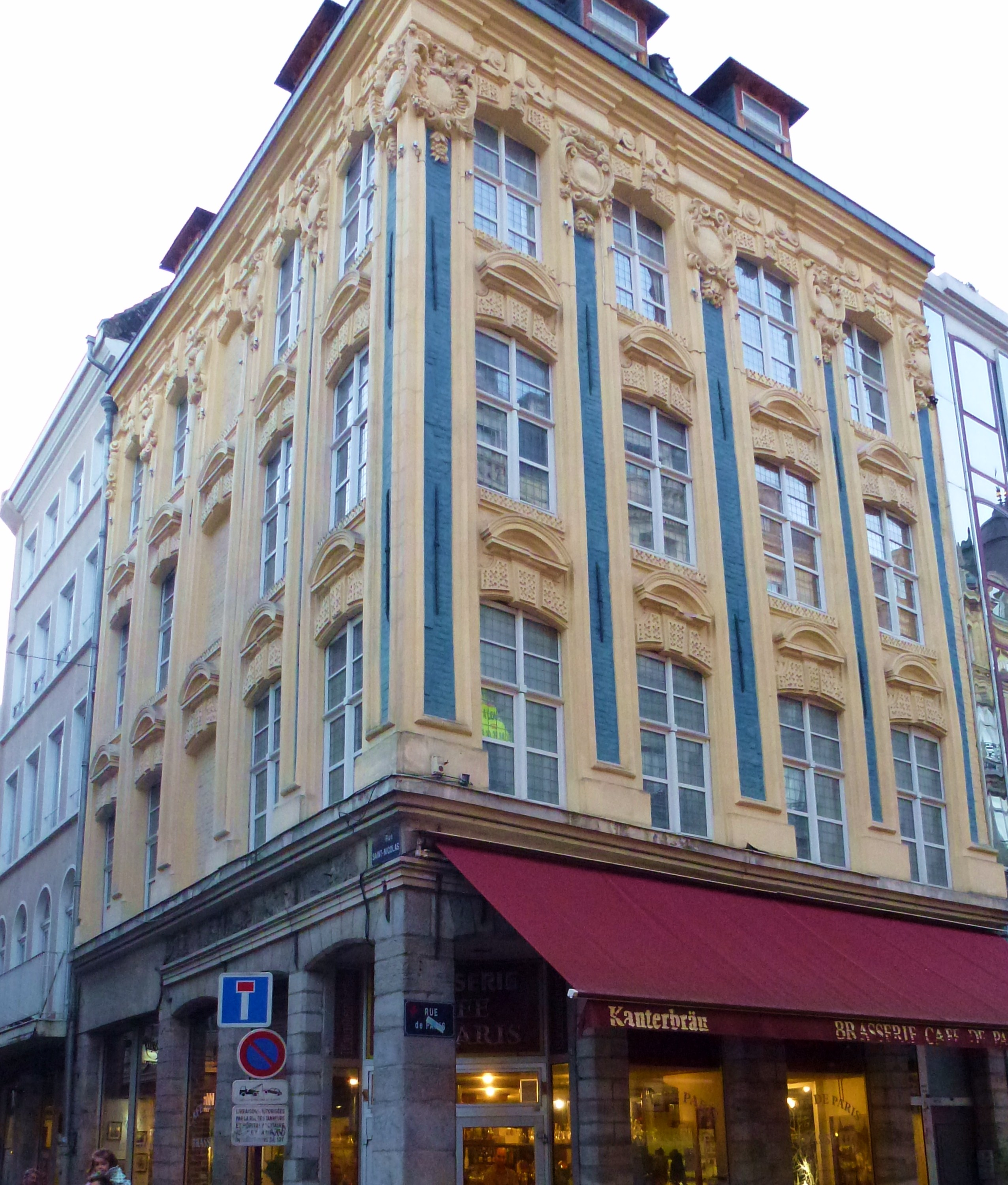
Immeuble no 36.
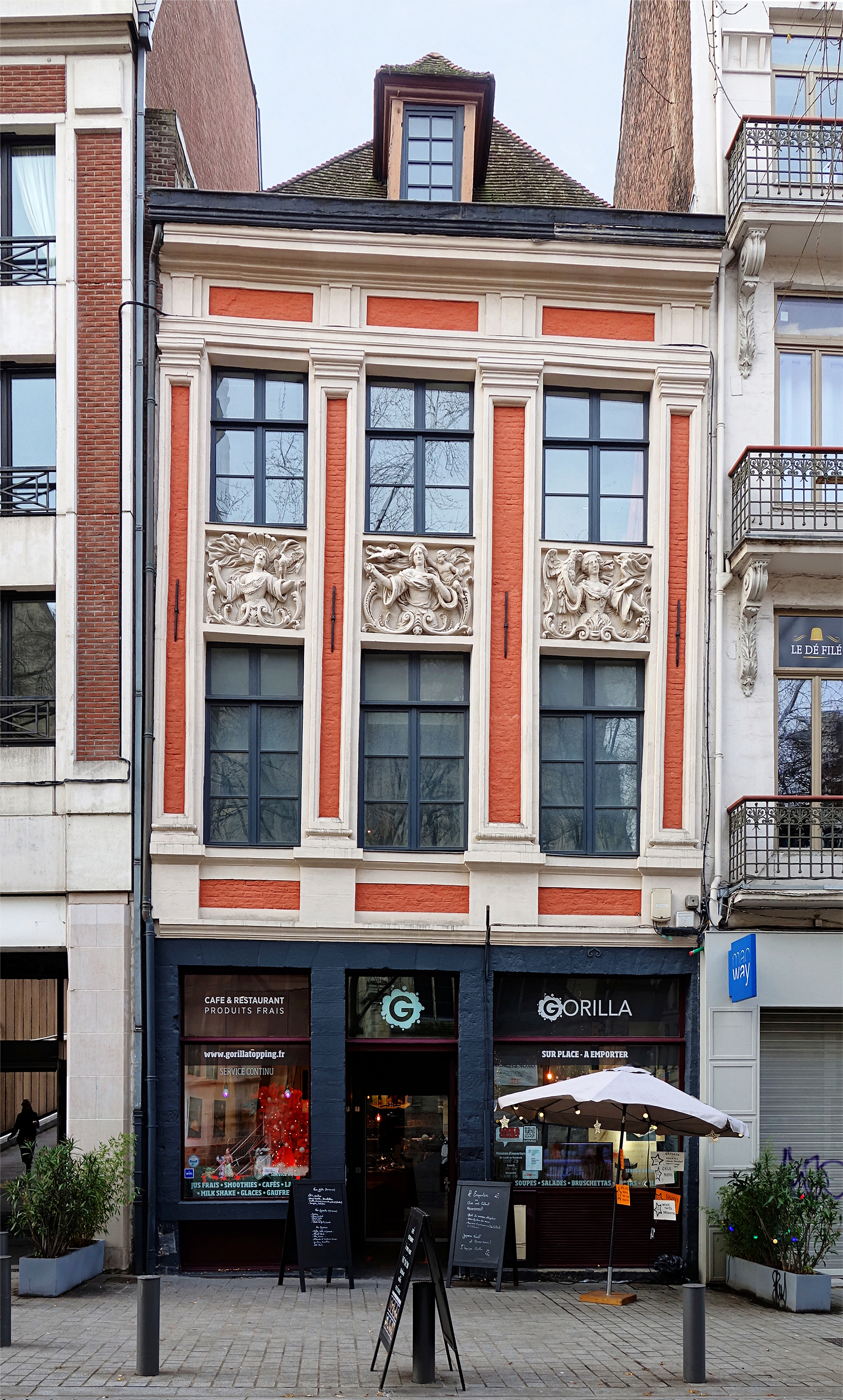
Immeubles nos 72 et 74.
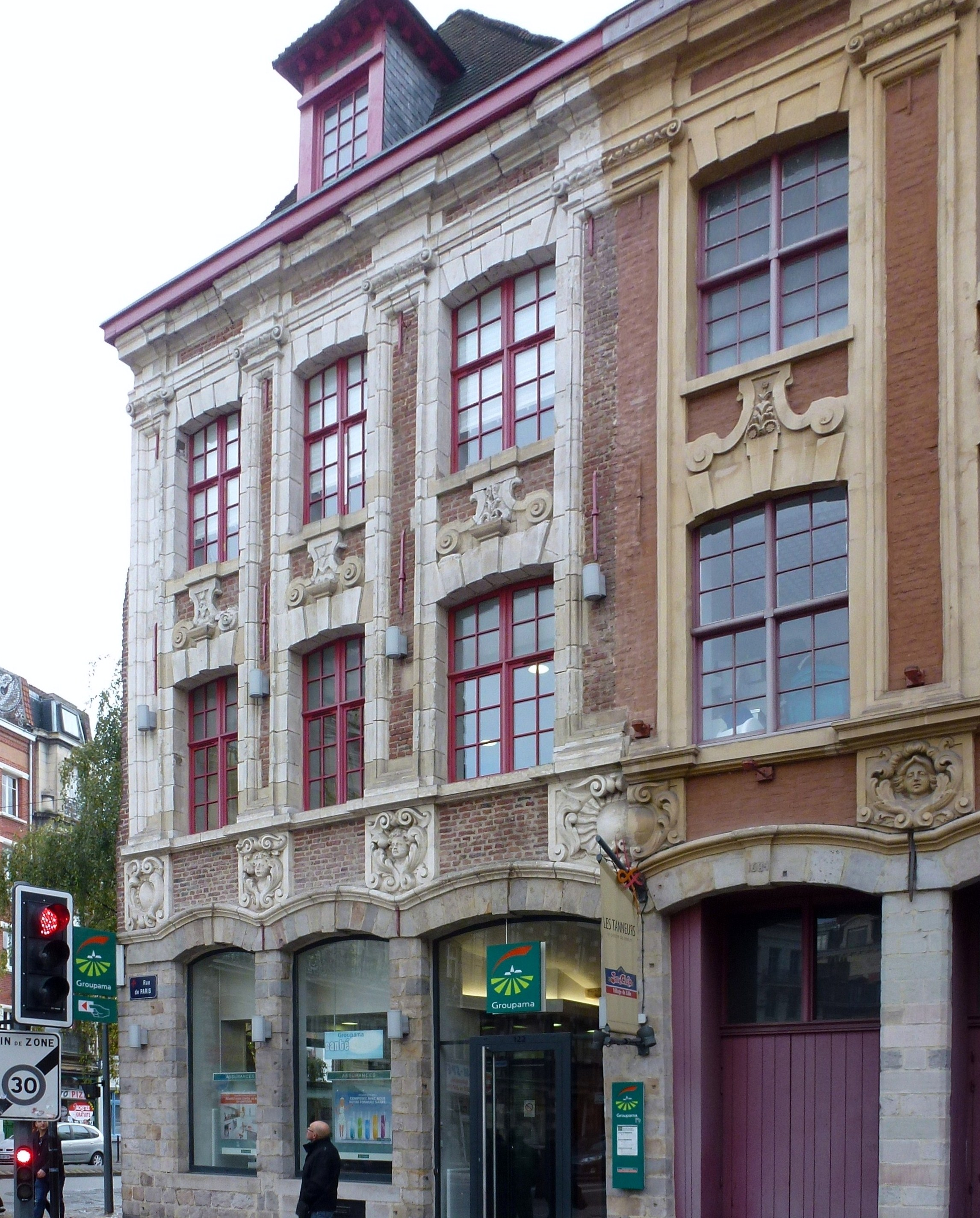
Immeubles nos 120 et 122
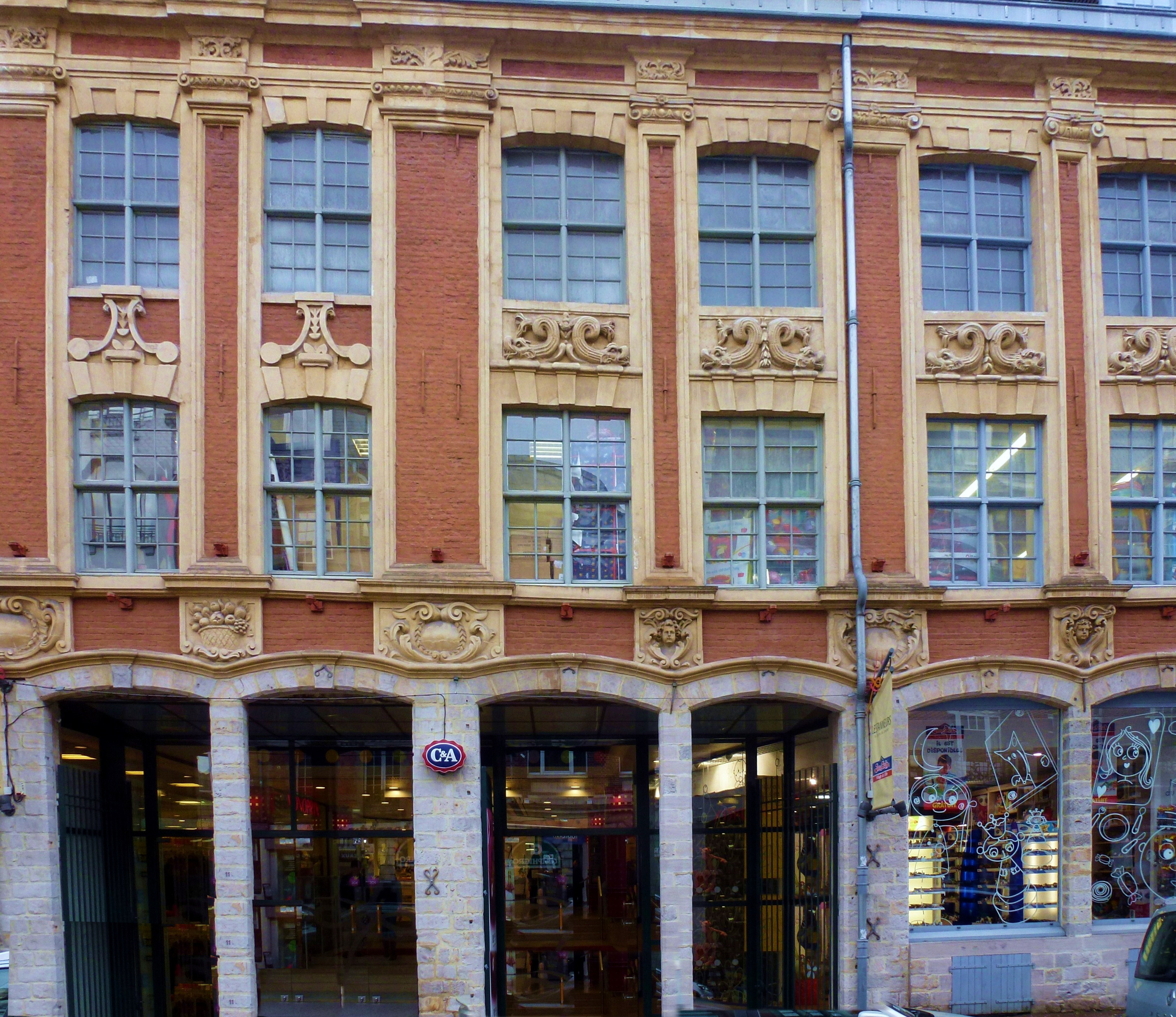
Immeuble no 116.
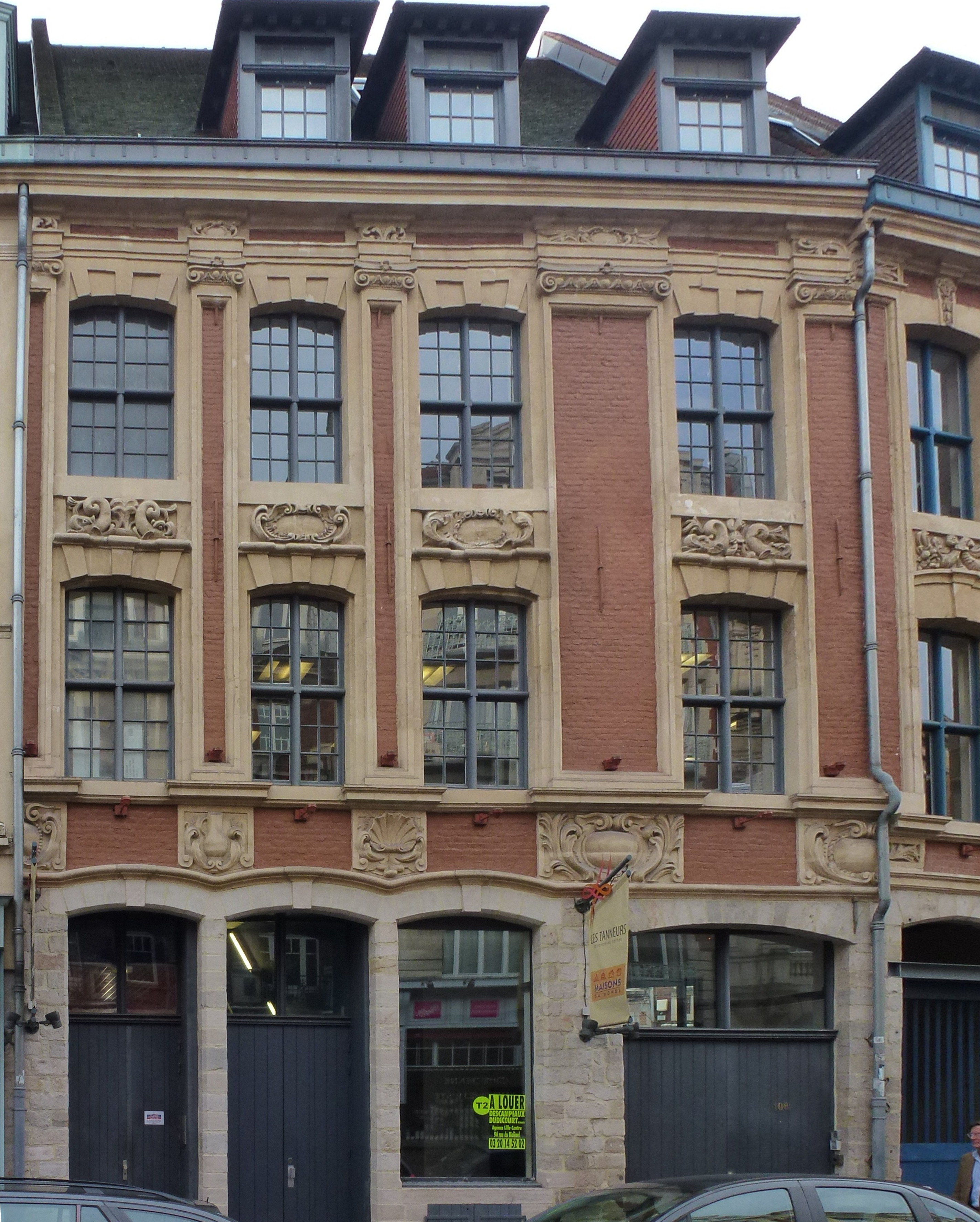
Immeuble no 112.
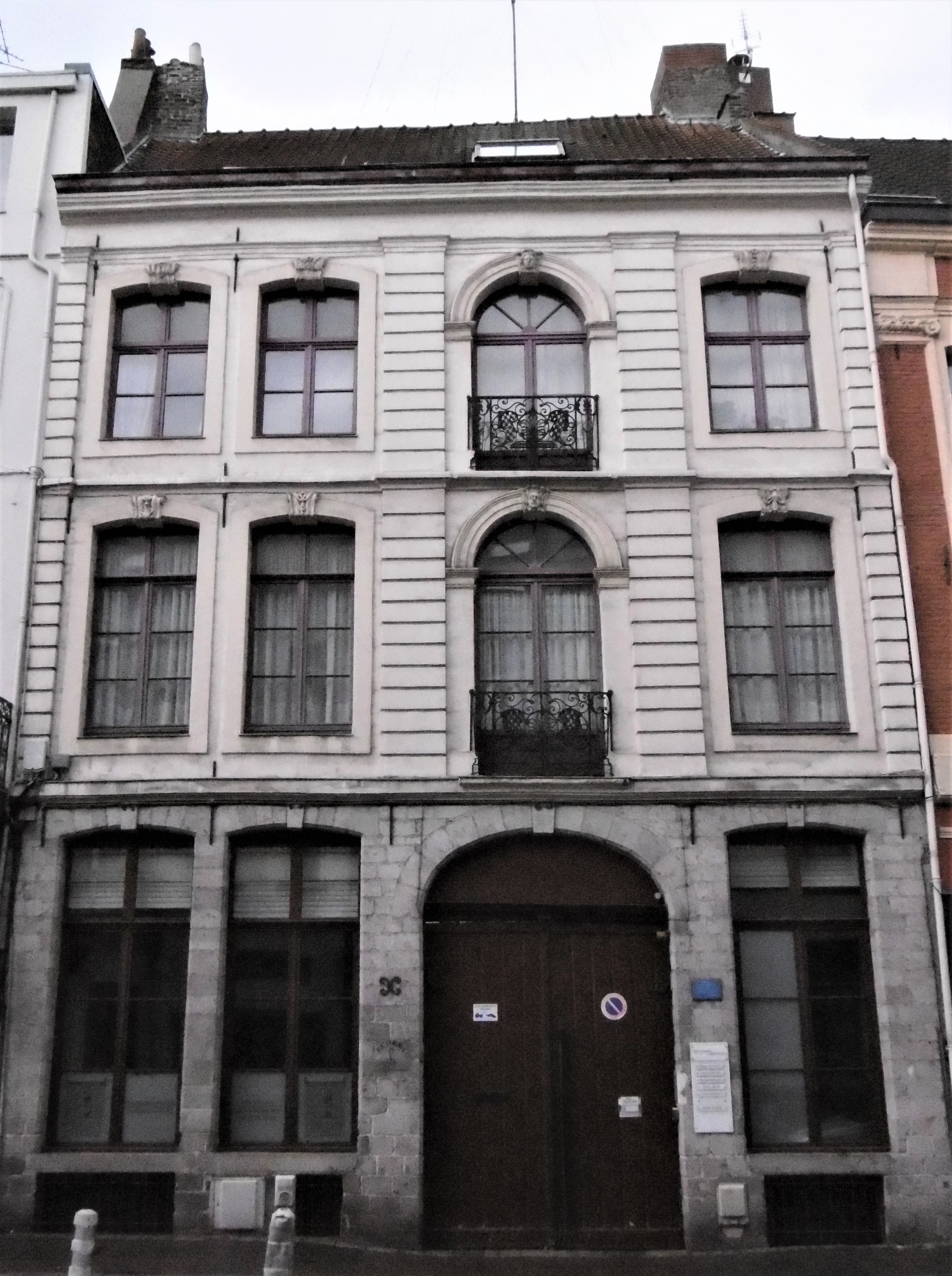
Hôtel du Cygne no 146.